# Nationalarchiv von Namibia
Das Nationalarchiv von Namibia (englisch National Archives of Namibia; NAN) ist das namibische Nationalarchiv mit Sitz in Windhoek. Es wurde 1939 unter dem Namen South West Africa Archives Depot gegründet und hatte seinen damaligen Sitz im Tintenpalast.
Das NAN dem Kultur- und Bildungsministerium  unterstellt und fungiert unter dem Dach des Namibia Library & Archives Service, so wie auch die Nationalbibliothek von Namibia.
Das Nationalarchiv verfügt über einen Bestand von 5000 laufenden Metern Dokumente mit insgesamt 525.000 Einzeleinträgen in der Datenbank, darunter 5600 Karten, 61.000 Fotografien, 2000 Audiokassetten, 450 Filme und eine umfassende Sammlung lokaler Zeitungen von 1897 bis 1962. Das Nationalarchiv beherbergt unter anderem die Journale des Hendrik Witbooi, die ein namibisches Weltdokumentenerbe darstellen. Maßgeblich an den Aktivitäten des NAN beteiligt ist der Archivar Werner Hillebrecht.
Das NAN gliedert sich in drei Abteilungen:
- Erhalt
- Aktenführung
- Forschung und Veröffentlichung